# Антон Станишев
Антон Гешов Станишев, известен като Дебралията, е виден български дърворезбар и зограф, представител на Дебърската художествена школа.

## Биография
Роден е в град Крушево около 1828 година в семейството на резбаря и строител Гешо Станишев. По-малък брат е на резбаря Димитър Станишев, при когото дълго време се учи. Около 1840 година заедно с брат си Димитър и Петър Филипов Гарката работят върху главния иконостас на църквата „Рождество Богородично“ в Рилския манастир.
След завършването на рилския иконостас братя Станишеви се отделят от Петър Гарката и започват самостоятелно работа. Работят владишкия трон и амвона в „Благовещение Богородично“ в Прилеп, а по-късно и иконостаса на църквата. Двамата братя работят в Охрид, в църквата „Света Богородица Каменско“, в която в 1845 година правят иконостаса, амвона и владишкия трон. Изработват иконостаса, амвона и владишкия трон за „Благовещение Богородично“ в Прилеп, иконостас на църква в Чачак и иконостаса за „Свети Илия“ в Дойран, разрушена през Първата световна война.
В 1864 година се установява с брат си в Калофер, където откриват резбарска работилница и основават Калоферската резбарска школа. Постепенно върху творчеството на Станишеви повлияват европейски стилове, което е видимо в иконостаса на пловдивската църква „Света Богородица“ и в проскинитариите на храмовете „Св. св. Константин и Елена“ и „Света Марина“.
В 1866 година Димитър се връща в родния си град и начело на калоферските майстори застава Антон – работят в частни и обществени сгради в Карлово, Казанлък и други селища. Дело на Антон Станишев са владишкият трон в „Свети Йоан Предтеча“ в Казанлък, владишкият трон в „Успение Богородично“ в Шипка, царските двери и кръстове в „Свети Тодор“ в Химитлии и в църквата в Махалата, царските двери, иконостасите и владишките тронове в „Света Богородица“ и „Свети Никола“ в Карлово, кръстът и царските двери в „Св. св. Петър и Павел“ в Сопот, царските двери и перде в едната църква в Панагюрище и във втората в същия град иконостасът, кръстът и дверите в „Свети Николай“ в Чирпан.
След това се мести в Северна България и в 1862 година работи иконостаса за девическия манастир „Свето Благовещение“ (взривен в 1959 г.), а на следната 1863 година иконостаса за църквата в село Гъбене, Севлиевско. От 1863 до 1865 година работи иконостаса в „Свети Крал“ в София, в 1866 година – този в „Свети Никола“, в 1867 година – в „Света Богородица“ в Търново, а на следната 1868 година прави иконостаса в „Свети Спас“ в Търново. В 1870 година изработва иконостаса на „Възнесение Господне“ във Враца, в 1872 година на „Света Троица“ в Свищов. В 1874 година прави иконостаса на „Свети Георги“ в Тулча, на следната 1875 година иконостас в Джумая и два иконостаса в котленската църква „Света Троица“. Връща се в Свищов и в 1881 прави иконостаса на „Св. св. Кирил и Методий“. В 1884 година този на „Свети Николай“ във Враца, в 1885 година иконостас на църквата „Свети Николай“ в Разград, в 1890 година в „Св. св. Петър и Павел“ в Силистра и в 1893 година иконостаса и владишкия трон за църквата „Успение Богородично“ в Ново село.
Има сведения, че Станишев е работил и в Тетевен, където направил великолепния амвон в църквата „Вси Светии“. На него се приписва и иконостасът в църквата „Свети Димитър“ в Лясковец, разрушен в 1913 година от земетресение и възстановен по-късно от тревненския резбар Иван Н. Касев от лозницата нагоре.
След поръчката в Ново село, Станишев получава паралитичен удар и престава да работи.
Антон Станишев се жени в 1865 година в Калофер за мома от Несторовия род. При него учат резбарство шуреят му Тодор Несторов, Иван Стрелухов, Никола Василев Пенков, Сотир Д. Сотиров. Аврам Аврамов също учил при Станишев, а когато пораснал учил при Сотир Д. Сотиров. Ученикът Стефан Стоянов от Бяла получил от Станишев преди смъртта му всички чертежи и рисунки. Друг негов ученик е Петър Резбар, работил в Тулча и Тулчанско и умрял в Тулча.

## Родословие
|                             |                             |                             |                             |                             |                             |  |  | Станиш                                  |                           |                           |                           |                           |                           |  |  |             |             |             |             |             |             |  |  |
|                             |                             |                             |                             |                             |                             |  |  |                                         |                           |                           |                           |                           |                           |  |  |             |             |             |             |             |             |  |  |
|                             |                             |                             |                             |                             |                             |  |  | Гешо Станишев (около 1780 – около 1830) |                           |                           |                           |                           |                           |  |  |             |             |             |             |             |             |  |  |
|                             |                             |                             |                             |                             |                             |  |  |                                         |                           |                           |                           |                           |                           |  |  |             |             |             |             |             |             |  |  |
|                             |                             |                             |                             |                             |                             |  |  |                                         |                           |                           |                           |                           |                           |  |  |             |             |             |             |             |             |  |  |
| Димитър Гешов (1806 – 1866) | Димитър Гешов (1806 – 1866) | Димитър Гешов (1806 – 1866) | Димитър Гешов (1806 – 1866) | Димитър Гешов (1806 – 1866) | Димитър Гешов (1806 – 1866) |  |  | Антон Гешов (1828 – 1904)               | Антон Гешов (1828 – 1904) | Антон Гешов (1828 – 1904) | Антон Гешов (1828 – 1904) | Антон Гешов (1828 – 1904) | Антон Гешов (1828 – 1904) |  |  | Петър Гешов | Петър Гешов | Петър Гешов | Петър Гешов | Петър Гешов | Петър Гешов |  |  |